# Canton (South Dakota)
|  | For andre betydninger af ordet Canton, se Kanton. |
Canton er en amerikansk by og administrativt centrum for det amerikanske county Lincoln County i staten South Dakota. I 2000 havde byen et indbyggertal på 3.110.
43°18′08″N 96°35′27″V / 43.3022°N 96.5908°V